# Concert per a violí núm. 2 (Xostakóvitx)
El Concert per a violí núm. 2 en do sostingut menor, op. 129, va ser l'últim concert de Dmitri Xostakóvitx. Va ser estrenada de manera extraoficial a Bolxevo, prop de Moscou, el 13 de setembre de 1967, i oficialment el 26 de setembre per David Óistrakh i la Filharmònica de Moscou amb Kiríl·l Kondraixin a Moscou.
El va escriure a la primavera de 1967 i pretenia que servís el setembre com a regal del 60è aniversari per al seu dedicat, David Óistrakh, a qui ja havia dedicat el primer. Tanmateix, Xostakóvitx s'havia equivocat amb l'edat d'Óistrakh; en realitat va fer 59 anys aquell any.
La música del segon concert per a violí és molt diferent de la del primer. La part solista és una demostració del mestratge d'Óistrakh en la virtuositat tècnica. Com moltes de les composicions de Xostakóvitx posteriors al seu infart de 1966, aquest segon concert reflecteix un estat d'ànim de foscor i introspecció profunda. La música mostra els elements distintius del seu estil tardà: motius repetitius i enigmàtics, patrons rítmics recurrents, i una atenció especial als intervals, especialment els semitons i les quartes perfectes que es presenten al començament. Igual que en els dos concerts per a violoncel, el trombó solista té un paper clau com a figura central del drama.

## Instrumentació i estructura
El concert està escrit per a violí sol, flautí, flauta, dos oboès, dos clarinets, dos fagots, contrafagot, quatre trompes, timbales, tambor i cordes.

Una interpretació de la peça té una durada aproximada de 33 minuts. Té tres moviments⁣:
1. Moderato
2. Adagio
3. Adagio — Allegro

## Anàlisi
La tonalitat de do sostingut menor és difícil per al violí.
El primer moviment està escrit en forma sonata i conclou amb una cadència contrapuntística. L'Adagio té una estructura en tres parts, amb una cadència central acompanyada. El moviment final és un rondó complex, amb una introducció lenta, tres episodis entre els refranys, i una llarga cadència abans del tercer episodi, que reprèn material de passatges anteriors de l'obra.